# Граф де Маяльде

Герб муниципалитета Маяльде, провинция Самора, автономное сообщество Кастилия и Леон

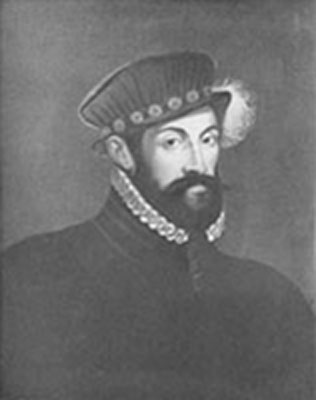
Хуан де Борха и Кастро (1533—1606), 2-й маркиз де Ломбай, 1-й граф де Маяльде

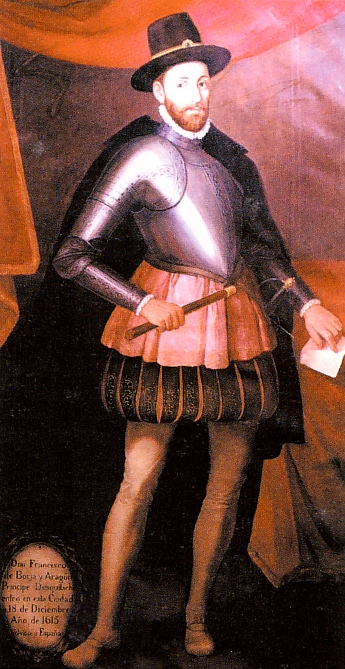
Франсиско де Борха и Арагон (1581—1658), 2-й граф де Маяльде

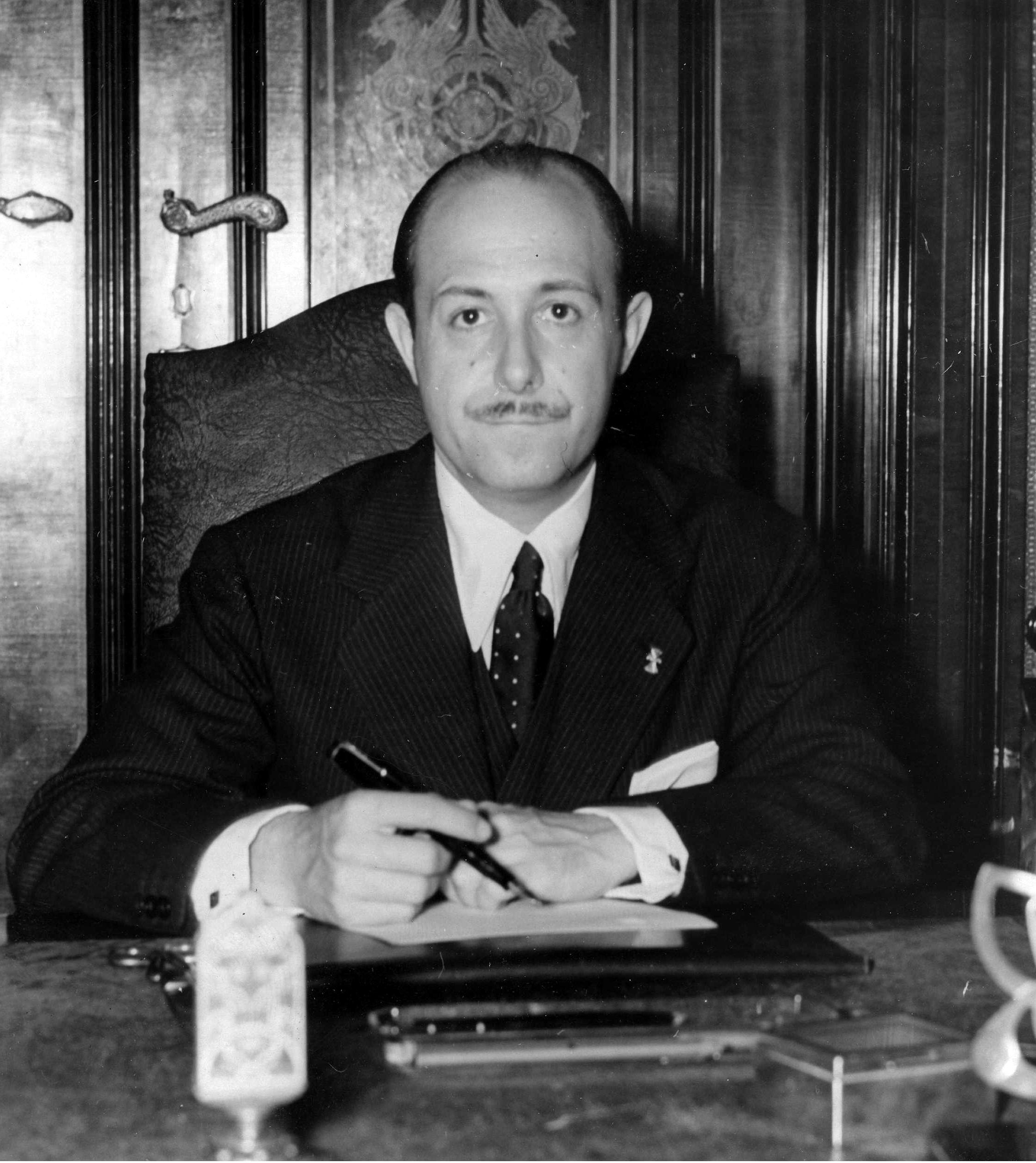
Хосе Финат и Эскрива де Романи (1904—1995), испанский аристократ, политик и дипломат, 17-й граф де Маяльде

Граф де Маяльде — испанский дворянский титул. Он был создан в 1596 году королем Испании Филиппом II для Хуана де Борха и Кастро, сына Франсиско де Борха, маркиза де Ломбай.

## Графы де Маяльде

### Дом де Борха
- Хуан де Борха и Кастро (1533 — 30 сентября 1606), 2-й маркиз де Ломбай, 1-й граф де Маяльде, 1-й граф де Фикалью (с 1599 года). Сын Франсиско де Борха и Арагон (1510—1572), 4-го герцога де Гандия, и Леонор де Кастро Мелло и Менесес (1512—1546).
  - Супруга с 1552 года Лорена де Оньяс и Лойола (? — 1575), 11-я сеньора де ла Каса-де-Лойола, дочь Бельтрана де Оньяса де Лойолы, 10-го сеньора де ла Каса-де-Лойола, и Хуаны де Рекальде, внучка Игнасио Лойолы
  - Супруга — Франсиска де Арагон и Баррето (1525—1615), 1-я графиня де Фикалью, дочь Нуньо Родригеса Баррето и Леонор де Милан. Ему наследовал его сын от второго брака:

- Франсиско де Борха и Арагон (1581 — 26 сентября 1658), 2-й граф де Маяльде, граф де Фикалью, граф де Ребольедо, вице-король Перу (1615—1621).
  - Супруга — кузина Ана де Борха и Пиньятелли (? — 1644), 5-я принцесса де Эскилаче, дочь Педро де Борха де Арагон и Марулли (? — 1607), 4-го принца ди Эскилаче, и Аны Пиньятелли. Ему наследовал его младший брат:

- Фернандо де Борха и Арагон (1583 — 28 ноября 1665), 3-й граф де Маяльде, вице-король Арагона (1621—1632) и Валенсии (1635—1640).
  - Супруга с 1623 года его племянница Мария Франсиска де Борха и Арагон (1590—1649), 6-я принцесса де Эскилаче, дочь его брата Франсиско де Борха и Арагона, 2-го графа де Маяльде, и Анны де Борха и Пиньятелли. Ему наследовала их дочь:

- Франсиска де Борха и Арагон (? — 25 ноября 1693), 4-я графиня де Маяльде, 7-я принцесса де Эскилаче.
  - Супруг с 1650 года Мануэль де Арагон и Борха (? — 1653), 4-й граф де Луна, сын Фернандо Мануэля де Арагона де Гурреа и де Борха, 8-го герцога де Вильяэрмоса, и Хуан Луизы де Арагон и де Алагон.
  - Супруг с 1654 года Франсиско Идиакес-Бутрон и Алава (1620—1687), 3-й герцог Сьюдад-Реаль, сын Алонсо Идиакеса Бутрона и Могики, 2-го герцога де Сьюдад-Реаль, и Аны Марии де Алава и Гевара, 2-й графини де Трипиана. Ей наследовал её сын от второго брака:

- Франсиско Идиакес Борха де Арагон (1658—1711), 5-й граф де Маяльде, 8-й принц де Эскилаче, 4-й герцог де Сьюдад-Реаль.
  - Супруга — Франсиска де Гусман, 4-я маркиза де Вильяумброса, дочь Педро Нуньо де Гусмана, 3-го маркиза де Монтеалегре, и Марии Петрониллы Нуньо де Поррес и Энрикес, 3-й маркизы де Кинтана-дель-Марко. Ему наследовала его сестра:

- Хуана Мария Идиакес Бутрон (1662—1712), 6-я графиня де Маяльде, 9-я принцесса де Эскилаче.
  - Супруг с 1685 года Антонио Пиментель де Ибарра (? — 1686), 4-й маркиз де Тарасена.
  - Супруг — Мануэль Пиментель Барросо де Ривера и Гусман (1664—1692), 5-й маркиз де Мальпика и Побар. Ей наследовала её дочь от первого брака:

- Мария Антония Пиментель Идиакес Бутрон и Мугика Ибарра и Борха (1686—1728), 7-я графиня де Маяльде, 10-я принцесса де Эскилаче.
  - Супруг — Луис Мельчор де Борха и Сентельес, сын Франсиско Паскуаля де Борха, 8-го герцога де Гандия, и Артемисии Дориа и Колонна.
  - Супруг — Карлос Турринети (? — 1731), граф де Шатильон. Оба брака оказались бездетными.

- Паскуаль Франсиско де Борха и Сентельес Понсе де Леон (1653—1716), 10-й герцог де Гандия, 8-й граф де Маяльде. Сын Франсиско Карлоса де Борхи Сентельеса и Дориа, 9-го герцога де Гандия, и Марии Понсе де Леон Арагон Фолька де Кардоны Фернандеса де Кордовы.
  - Супруга — Хуана Мария Фернандес де Кордова и Фигероа (1652—1720), дочь Луиса Фернандеса де Кордовы и Энрикес де Риберы, 4-го герцога де Ферия, и Марианны Фернандес де Кордовы Кардоны и Арагон. Ему наследовала их дочь:

- Мария Игнасия де Борха и Сентельес (1677—1711), 10-я графиня де Маяльде.
  - Супруг — Антонио Франсиско Алонсо-Пиментель Вигил де Киньонес и Суньига (? — 1743), 10-й герцог Бенавенте, 15-й граф де Майорга, 6-й маркиз де Хабалькинто. Ей наследовал их сын:

- Франсиско Алонсо Пиментель Вигил де Киньонес и Борха (1706—1763), 11-й граф де Маяльде, 11-й герцог Бенавенте, 17-й граф де Майорга, 15-й граф де Луна, 14-й граф де Альба-де-Листе.
  - Супруга — Франсиска де Бенавидес и де ла Куэва (1715—1735), дочь Мануэля де Бенавидеса и Арагона, 1-го герцога де Сантистебан-дель-Пуэрто, и Анны Каталины де ла Куэвы и Ариас де Сааведры, 9-й графини де Кастельяр.
  - Супруга — Мария Фаустина Тельес-Хирон и Перес де Гусман (1724—1797), дочь Хосефа Марии Тельес-Хирона, 7-го герцога де Осуна, и Франсиски Бабианы Перес де Гусман, герцогини де Осуна.

### Восстановление креации
В 1904 году король Испании Альфонсо XIII восстановил титул графа де Маяльде для Хосе Фината и Карвахаля.
- Хосе Финат и Карвахаль (17 октября 1872 — 12 марта 1942), 16-й граф де Маяльде, 2-й граф де Финат и 11-й граф де Вильяфлор, маркиз де Терранова. Сын Иполито Фината и Ортиса де Легисамона (1843—1885) и Леонор де Карвахаль и Саманьего (1845—1874).
  - Супруга — Мария Бланка Эскрива де Романи и де ла Кинтана (1879—1964), дочь Гильермо Эскрива де Романи и Дюсэй и Рамоны де ла Кинтана и де ла Кинтана. Ему наследовал их сын:

- Хосе Финат и Эскрива де Романи[исп.] (11 февраля 1904 — 9 июня 1995), 17-й граф де Маяльде (с 1919 года), 3-й граф де Финат с 1956 года, 15-й граф де Вильяфлор, 12-й маркиз де Терранова
  - Супруга с 1919 года Касильда Бустос и Фигероа (1910—2000), 15-я герцогиня де Пастрана, дочь Рафаэля де Бустоса и Руиса де Араны, 14-го герцога де Пастрана, и Касильды де Фигероа и Алонсо-Мартинес. Ему наследовал их сын:

- Хосе Мария де ла Бланка Финат и Бустос[исп.] (род. 25 февраля 1932), 18-й граф де Маяльде, 14-й виконт де Риас, 11-й маркиз де Корвера.
  - Супруга — Алине Рива де Луна. Ему наследовал их сын:

- Рафаэль Анхель Финат и Рива, 19-й граф де Маяльде с 1996 года
  - Супруга — Анна Мартинес-Коста Риссо.